# Carlos Alcaraz
Carlos Alcaraz Garfia (El Palmar, Múrcia, 5 de maio de 2003) é um tenista espanhol. É o atual número 2 do mundo no ranking da ATP. 
É considerado juntamente com Jannik Sinner, os dois melhores tenistas da atualidade.  
Tornou-se em 09 de junho de 2024, o mais jovem tenista a conquistar cada Grand Slam nos três diferentes tipos de piso (duro; grama; saibro).
Ele alcançou a posição de número 1 pela primeira vez após vencer o US Open de 2022, seu primeiro título de Major, no dia 12 de setembro de 2022, com apenas 6820 pontos no topo do ranking. Com a conquista, tornou-se o jogador mais jovem na história a chegar ao número 1 do mundo, com 19 anos e 4 meses. 
Além dos 5 títulos de Grand Slams, venceu também 8 masters 1000. 
Foi campeão do Masters 1000 de Miami em 2022, do Masters 1000 de Madrid em 2022 e 2023, do Masters 1000 de Indian Wells em 2023 e 2024, além do Masters 1000 de Monte Carlo, do Masters 1000 de Roma e do Masters 1000 de Cincinnati, os três em 2025.
Em 25 de junho de 2023 conquistou seu primeiro título ATP na grama/relva no ATP 500 de Queen's Club.
Em 9 de fevereiro de 2025, no Rotterdam Open, ganhou seu primeiro título em uma quadra indoor, e foi o primeiro espanhol a conquistar o título.
Recentemente, se tornou o quinto jogador da história a vencer os três Masters 1000 de saibro (Monte Carlo, Madri e Roma), juntando-se a Rafael Nadal, Novak Djokovic, Gustavo Kuerten e Marcelo Rios.

## Trajetória

### 2019
Em 2019, ele se tornou o primeiro tenista nascido em 2003 a vencer uma partida em um torneio Challenger.

### 2020
Em 17 de fevereiro de 2020, ele derrotou seu compatriota Albert Ramos (nº 41 do ranking) na primeira rodada do torneio ATP 500 do Rio de Janeiro por 7-6, 4-6, 7-6, vencendo sua primeira partida no sorteio final de um torneio ATP Tour com 16 anos e 10 meses. sendo eliminado na segunda rodada contra o argentino Federico Coria e teve um bom desempenho apesar da derrota.

### 2021

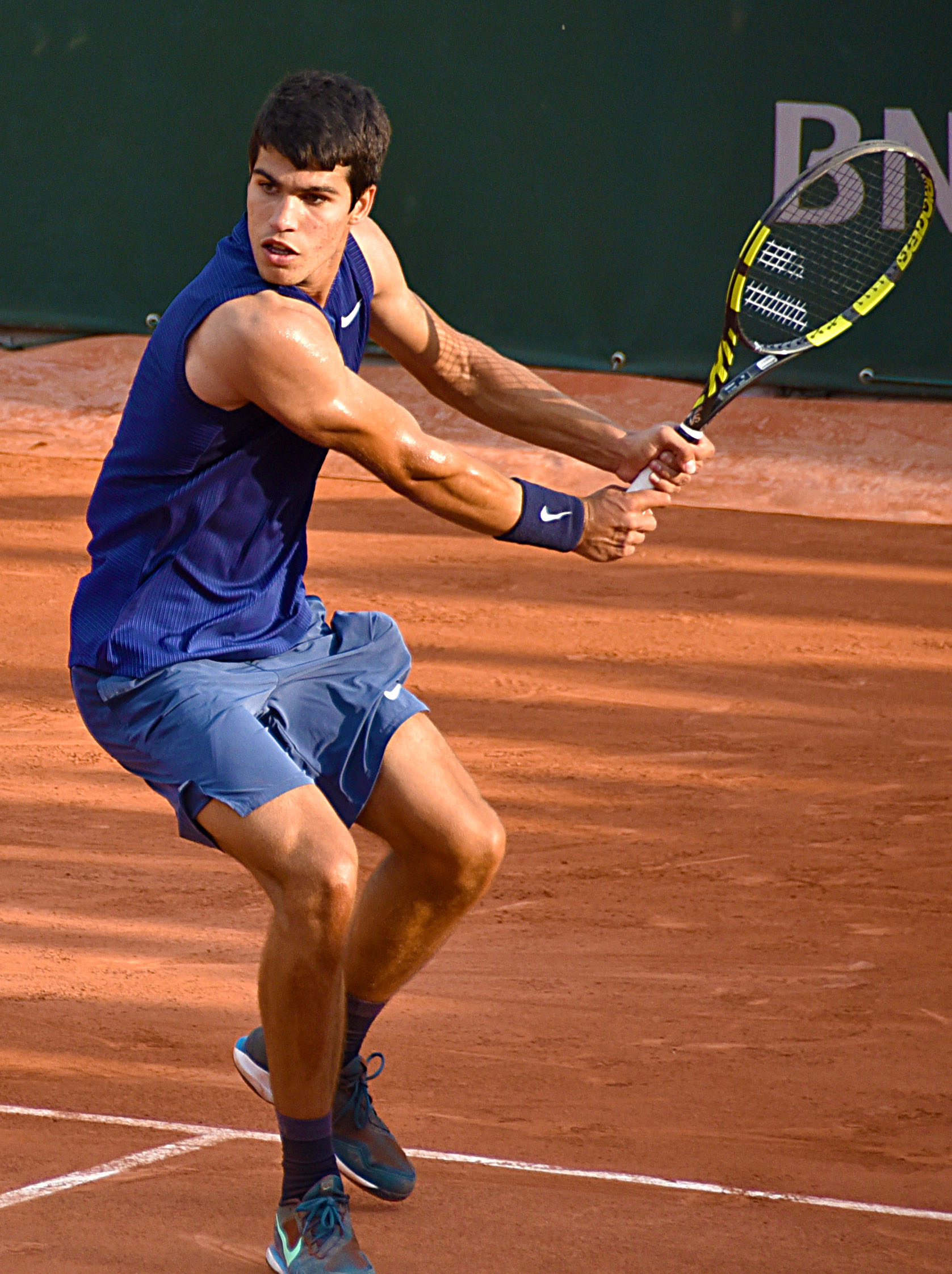
Alcaraz durante o Torneio de Roland Garros (2021)

Em 13 de janeiro de 2021, aos 17 anos, 8 meses e 8 dias, ele se classificou para o quadro final do Aberto da Austrália 2021, tornando-se o primeiro jogador masculino nascido em 2003 a se classificar para o quadro final de um Grand Slam. Da mesma forma, ele se torna o terceiro tenista espanhol mais jovem a estrear em um Grand Slam, depois de Arantxa Sánchez Vicario que estreou no Torneio Roland Garros de 1987 aos 15 anos e Rafael Nadal que estreou no Torneio de Wimbledon de 2003 aos 17 anos e 20 dias.
Em 3 de fevereiro de 2021, ele derrotou David Goffin (Nº 14) na segunda rodada do torneio ATP 250 Great Ocean Road. Com esta vitória, ele se torna, aos 17 anos e nove meses, o mais jovem tenista a derrotar um top 15 desde que Richard Gasquet fez o mesmo com Nicolás Massú em 2004.
Em 9 de fevereiro de 2021, ele estreou em um Grand Slam com vitória contra o holandês Botic van de Zandschulp, sendo o primeiro tenista nascido em 2003 a alcançar uma vitória no Grand Slam. Da mesma forma, ele se torna o terceiro espanhol mais jovem de todos os tempos a vencer uma partida do Grand Slam aos 17 anos e 9 meses (depois de Rafael Nadal com 17 anos e 20 dias em Wimbledon 2003 e Arantxa Sánchez Vicario com 15 anos em Roland Garros 1987).
No Torneio Roland Garros de 2021 ele consegue entrar no sorteio principal através da fase preliminar. Na primeira rodada, derrotou o espanhol Bernabé Zapata Miralles em 4 sets, tornando-se o jogador mais jovem desde Novak Djokovic em 2005 a vencer uma partida no torneio de Paris. Na segunda rodada, ele derrotou o georgiano Nikoloz Basilashvili em dois sets, tornando-se aos 18 anos e 29 dias o jogador mais jovem a chegar à terceira rodada de um Grand Slam desde Rafa Nadal (17 anos, 7 meses e 19 dias) no Open da Austrália em 2004 e o mais jovem a fazê-lo em Roland Garros desde que o ucraniano Andrei Medvedev o fez em 1992 (17 anos e nove meses). Por fim é derrotado na terceira rodada frente ao tenista alemão Jan-Lennard Struff.
Em junho de 2021, ele recebeu um wild card para disputar o Torneio de Wimbledon de 2021. Neste campeonato conquistou uma grande vitória na primeira rodada contra o japonês Uchiyama, em duelo que durou até o 5º set. Já na segunda fase, não conseguiu superar o russo e número 2 do mundo Daniil Medvedev.

### 2022
Atingiu a terceira rodada do Austrália Open, onde foi derrotado no tie break do quinto set por Matteo Berretini. Conquistou seu primeiro ATP 500 no ATP do Rio de Janeiro, até então seu maior título. Durante a campanha derrotou Berretini nas quartas de finais e Diego Schwartzman na final.
Em 11 de setembro, obteve seu primeiro título do US Open depois de vencer o Casper Ruud por 6-4, 2-6, 7-6 e 6-3 na final. A vitória o levou ao primeiro lugar do ranking da ATP, tornando-se o mais jovem da história a alcançar o posto.

### 2023

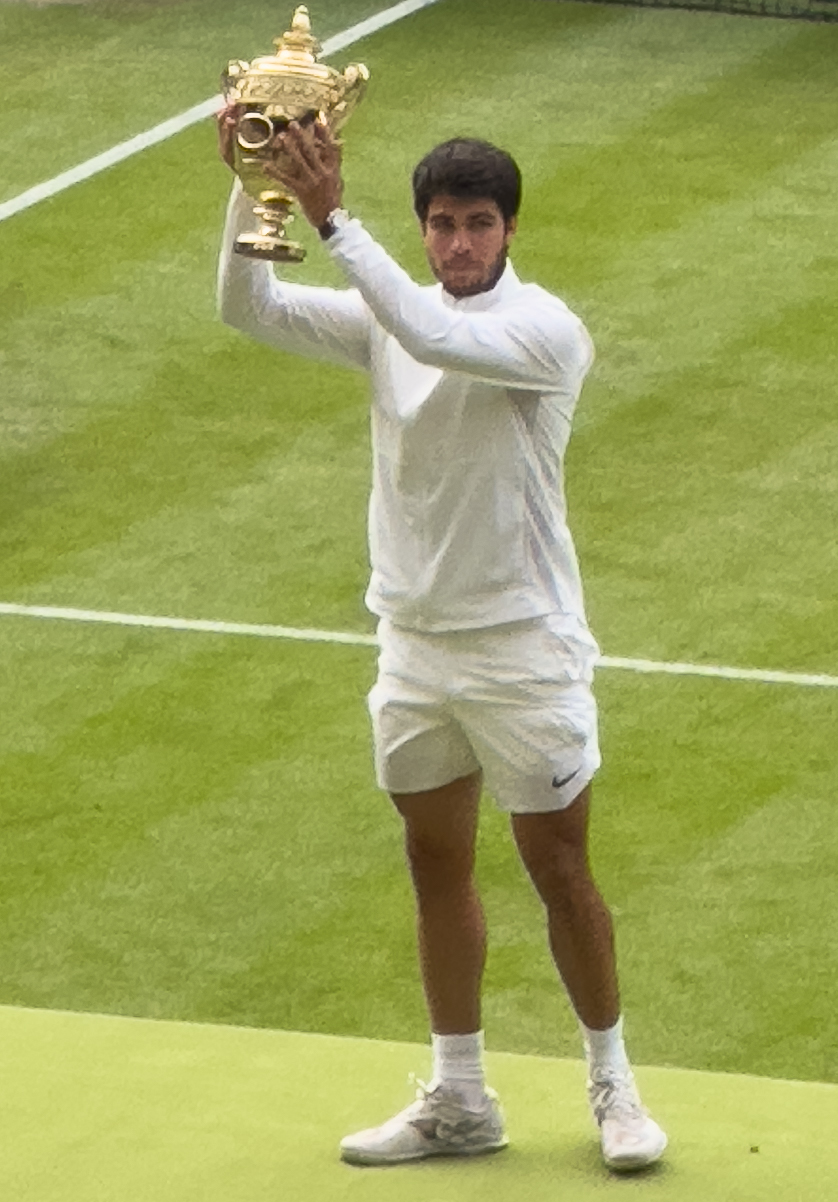
Alcaraz ergue o troféu após vencer o Torneio de Wimbledon (2023)

100.ª vitória na carreira e título de Indian Wells
Em 7 de janeiro, Alcaraz anunciou sua retirada do Aberto da Austrália devido a uma lesão no tendão de Aquiles em sua perna direita durante o treinamento. Após o torneio, ele perdeu o ranking mundial No. 1 para o campeão Novak Djokovic. Ele ocupou o ranking por um total de 20 semanas.
Em seu primeiro torneio de volta para a temporada de 2023 na Golden Swing na América do Sul, Alcaraz venceu seu sétimo título no Argentina Open, em Buenos Aires, derrotando o segundo cabeça de chave Cameron Norrie. Ele se tornou o primeiro adolescente a vencer o evento. Defendendo seu título no Rio Open, ele chegou a duas finais consecutivas e sua décima no geral como adolescente, empatando com Jimmy Connors, Michael Chang e Lleyton Hewitt. Ele derrotou o chileno Nicolás Jarry para chegar à final, onde jogou novamente contra Cameron Norrie, mas perdeu. Alcaraz também estava programado para jogar em Acapulco no mês de fevereiro, mas se retirou antes do torneio devido a outra lesão no tendão de Aquiles.
No Masters de Indian Wells, ele registrou sua 100ª vitória na carreira, derrotando o 31º cabeça de chave Tallon Griekspoor para chegar à quarta rodada, tornando-se o segundo jogador mais rápido a atingir essa marca depois de John McEnroe e mais rápido que o Big 3. Ele alcançou as semifinais após a aposentadoria de Jack Draper e depois de derrotar o oitavo cabeça de chave Félix Auger-Aliassime. Em uma partida aguardada, ele derrotou o 11º cabeça de chave Jannik Sinner em sets diretos para chegar à final. Ele venceu seu oitavo título na carreira e terceiro título de Masters 1000 sobre o quinto cabeça de chave Daniil Medvedev, que estava em uma sequência de 19 vitórias, tornando-se o primeiro jogador a vencer o torneio sem perder um set desde Roger Federer em 2017. Além disso, ele se tornou o nono e mais jovem homem a vencer as duas pernas do Sunshine Double. Como resultado, ele voltou ao ranking mundial No. 1 em 20 de março de 2023. Em Miami, onde era o atual campeão, ele chegou às semifinais sem perder um set, derrotando Facundo Bagnis, Dušan Lajović, o 16º cabeça de chave Tommy Paul e o nono cabeça de chave Taylor Fritz. Desta vez, ele perdeu para o décimo cabeça de chave Jannik Sinner em três sets. Ele caiu para o No. 2 no ranking por não ter conseguido defender seus pontos de título do ano anterior.
No dia 16 de julho de 2023 o tenista espanhol bateu Novak Djokovic por 3-2 conquistando seu primeiro título de Wimbledon.

### 2025
No dia 8 de junho de 2025, em uma final dramática, Carlos Alcaraz superou Jannik Sinner, que liderava por 2 sets a 0, e venceu por 6-4, 7-6, 4-6, 6-7 e 7-3 no tie-break. A partida, com mais de cinco horas de duração, foi marcada por uma grande batalha física e mental entre os dois. Com essa conquista, Alcaraz se consagra bicampeão de Roland Garros e alcança seu quinto título de Grand Slam. .
18 de agosto de 2025 – A final do Masters 1000 de Cincinnati terminou de forma precoce após Jannik Sinner abandonar a partida contra Carlos Alcaraz quando perdia o primeiro set por 5/0, em apenas 23 minutos de jogo; com isso, o espanhol conquistou seu 22º título na carreira e oitavo em torneios Masters 1000, chegando ao sexto troféu na temporada, enquanto Sinner, que completara 24 anos dois dias antes, deixou escapar a chance de ampliar suas cinco conquistas nesse nível e manteve a desvantagem no retrospecto direto contra o rival. .

## Finais ATP: 10 (7 títulos, 3 vices)

### Simples: 10 (7 títulos, 3 vices)
| Legenda                |
| ---------------------- |
| Grand Slam (5–1)       |
| ATP Tour Finals (0–0)  |
| ATP Masters 1000 (2–1) |
| ATP 500 Series (2–1)   |
| ATP 250 Series (1–1)   |

| Finais por piso |
| --------------- |
| Duro (2–1)      |
| Saibro (4–2)    |
| Grama (1–0)     |
| Carpete (0–0)   |

## Classificação histórica
- Atualizado em 5 de novembro de 2021.[18]

| Resultado | N.  | Data                   | Torneio                         | Categoria    | Piso   | Oponente            | Placar                       |
| --------- | --- | ---------------------- | ------------------------------- | ------------ | ------ | ------------------- | ---------------------------- |
| Campeão   | 1–0 | Julho de 2021          | Croatia Open, Croácia           | 250 Series   | Saibro | Richard Gasquet     | 6–2, 6–2                     |
| Campeão   | 2–0 | Fevereiro de 2022      | Rio Open, Brasil                | ATP 500      | Saibro | Diego Schwartzman   | 6–4, 6–2                     |
| Campeão   | 3–0 | Março de 2022          | Miami Open                      | Masters 1000 | Duro   | Casper Ruud         | 7–5, 6–4                     |
| Campeão   | 4–0 | Abril de 2022          | Barcelona Open, Espanha         | ATP 500      | Saibro | Pablo Carreño Busta | 6–3, 6–2                     |
| Campeão   | 5–0 | Maio de 2022           | Madrid Open                     | Masters 1000 | Saibro | Alexander Zverev    | 6–3, 6–1                     |
| Vice      | 5–1 | Julho de 2022          | Hamburg European Open, Alemanha | ATP 500      | Saibro | Lorenzo Musetti     | 4–6, 7–6(8–6), 4–6           |
| Vice      | 5–2 | Julho de 2022          | Croatia Open, Croácia           | 250 Series   | Saibro | Jannik Sinner       | 7–6(7–5), 1–6, 1–6           |
| Campeão   | 6–2 | 11 de setembro de 2022 | US Open, EUA                    | Grand Slam   | Duro   | Casper Ruud         | 6–4, 2–6, 7–6(7–1), 6–3      |
| Campeão   | 7–2 | 16 de julho de 2023    | Wimbledon, ING                  | Grand Slam   | Grama  | Novak Djokovic      | 1–6, 7–6(8–6), 6–1, 3–6, 6–4 |

| Torneios de Grand Slam |                    |      |       |          |          |          |
| A. Australia | A                  | A    | 2R    | 0 / 1    | 1–1      | 50%      |
| Roland Garros | A                  | Q1   | 3R    | 0 / 1    | 2–1      | 66%      |
| Wimbledon | A                  | ND   | 2R    | 0 / 1    | 1–1      | 50%      |
| US Open | A                  | ND   | CF    | 0 / 1    | 4–1      | 80%      |
| Títulos | 0                  | 0    | 0     | 0 / 4    | 8–4      | 67%      |
| Ganhas-Perdidas | 0–0                | 0–0  | 8–4   | 0 / 4    | 8–4      | 67%      |
| Torneios de fim de ano |                    |      |       |          |          |          |
| Next Gen ATP Finals | Não se classificou | G    | 1 / 1 | 5–0      | 100%     |          |
| Títulos | 0                  | 0    | 1 / 1 | 5–0      | 100%     |          |
| Ganhas-Perdidas | 0–0                | 0–0  | 1 / 1 | 5–0      | 100%     |          |
| ATP Tour Masters 1000 |                    |      |       |          |          |          |
| Indian Wells | A                  | ND   | 1R    | 0 / 1    | 0–1      | 0%       |
| Miami | A                  | ND   | 1R    | 0 / 1    | 0–1      | 0%       |
| Montecarlo | A                  | ND   | A     | 0 / 0    | 0–0      | 0%       |
| Madrid | A                  | ND   | 2R    | 0 / 1    | 1–1      | 50%      |
| Roma | A                  | A    | A     | 0 / 0    | 0–0      | 0%       |
| Canadá | A                  | ND   | A     | 0 / 0    | 0–0      | 0%       |
| Cincinnati | A                  | A    | 1R    | 0 / 1    | 0–1      | 0%       |
| Shanghái | A                  | ND   | ND    | 0 / 0    | 0–0      | 0%       |
| París | A                  | A    | 3R    | 0 / 1    | 2–1      | 66%      |
| Títulos | 0                  | 0    | 0     | 0 / 5    | 3–5      | 37%      |
| Ganhas-Perdidas | 0–0                | 0–0  | 3–5   | 0 / 5    | 3–5      | 37%      |
| Torneos ATP 500 |                    |      |       |          |          |          |
| Río de Janeiro | A                  | 2R   | A     | 0/1      | 1–1      | 50%      |
| Acapulco | A                  | A    | 1R    | 0/1      | 0–1      | 0%       |
| Barcelona | Q1                 | ND   | 1R    | 0/1      | 0–1      | 0%       |
| Viena | A                  | A    | SF    | 0/1      | 3–1      | 75%      |
| Títulos | 0                  | 0    | 0     | 0 / 4    | 4–4      | 50%      |
| Ganhas-Perdidas | 0–0                | 1–1  | 3–3   | 0 / 4    | 4–4      | 50%      |
| Torneos ATP 250 |                    |      |       |          |          |          |
| Melbourne I | ND                 | ND   | 3R    | 0/1      | 2–1      | 66%      |
| Montpellier | A                  | A    | Q1    | 0/0      | 0–0      | 0%       |
| Marbella | ND                 | ND   | SF    | 0/1      | 3–1      | 75%      |
| Estoril | A                  | ND   | 1R    | 0/1      | 0–1      | 0%       |
| Umag | A                  | ND   | G     | 1/1      | 5–0      | 100%     |
| Kitzbühel | A                  | A    | 1R    | 0/1      | 0–1      | 0%       |
| Winston-Salem | A                  | ND   | SF    | 0/1      | 3–1      | 75%      |
| Títulos | 0                  | 0    | 1     | 1 / 6    | 13–5     | 72%      |
| Ganhas-Perdidas | 0–0                | 0–0  | 13–5  | 1 / 6    | 13–5     | 72%      |
| Representação nacional |                    |      |       |          |          |          |
| Copa Davis | A                  | A    | TD    | 0/0      | 0–0      | 0%       |
| Títulos | 0                  | 0    | 0     | 0 / 0    | 0–0      | 0%       |
| Ganhas-Perdidas | 0–0                | 0–0  | 0–0   | 0 / 0    | 0–0      | 0%       |
| Estatísticas |                    |      |       |          |          |          |
| | 2019               | 2020 | 2021  | Totais   | Totais   | Totais   |
| Torneos ATP jugados | 0                  | 1    | 18    | 19       | 19       | 19       |
| Finais ATP disputadas | 0                  | 0    | 1     | 1        | 1        | 1        |
| Torneios ATP ganhos | 0                  | 0    | 1     | 1        | 1        | 1        |
| Dura G–P | 0–0                | 0–0  | 15–10 | 0 / 10   | 15–10    | 60%      |
| Saibro G–P | 0–0                | 1–1  | 11–6  | 1 / 8    | 12–7     | 63%      |
| Grama G–P | 0–0                | 0–0  | 1–1   | 0 / 1    | 1–1      | 50%      |
| Outdoor G–P | 0–0                | 1–1  | 22–15 | 1 / 17   | 23–16    | 69%      |
| Indoor G–P | 0–0                | 0–0  | 5–2   | 0/2      | 5–2      | 71%      |
| Ganhas-Perdidas | 0–0                | 1–1  | 27–17 | 1 / 19   | 28–18    | 60%      |
| Vitórias (%) | 0%                 | 50%  | 61%   | 60,86%   | 60,86%   | 60,86%   |
| Ranking | 492                | 141  |       | $324,088 | $324,088 | $324,088 |
| Legenda: G: Torneio ganho; F: Finalista; SF: Semifinalista; CF: Quartas de final; R: Rodadas prévias; RR: Rodízios; PO: Play-offs; A: Ausente; G–P: Ganhas-Perdidas; TD: Torneio a ser disputado |                    |      |       |          |          |          |

## Versus Top 10
| Ano      | 2021 | Total |
| -------- | ---- | ----- |
| Vitórias | 3    | 3     |

| #    | Jogador            | Ranking | Torneio              | Superfície | Rd | Resultado               | Ranking de Alcaraz |
| ---- | ------------------ | ------- | -------------------- | ---------- | -- | ----------------------- | ------------------ |
| 2021 |                    |         |                      |            |    |                         |                    |
| 1    | Stefanos Tsitsipas | 3       | US Open, Nova York,  | Dura       | 3R | 6–3, 4–6, 7–6, 0–6, 7–6 | 55                 |
| 2    | Matteo Berrettini  | 7       | ATP de Viena, Viena  | Dura       | QF | 6–1, 6–7, 7–6           | 42                 |
| 3    | Jannik Sinner      | 9       | Paris Masters, Paris | Dura       | 2R | 7–6, 7–5                | 35                 |